# 卡拉法小堂

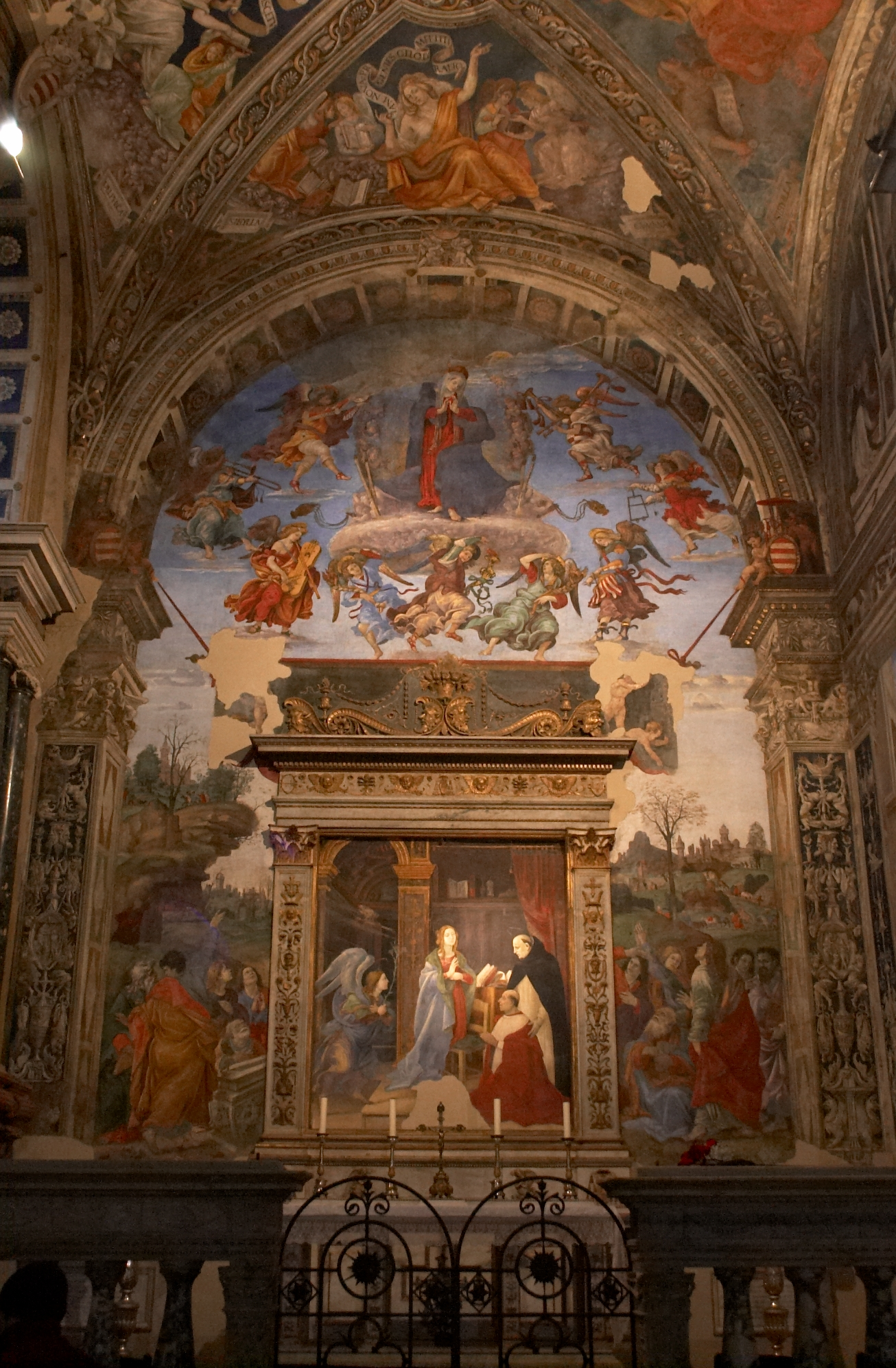

卡拉法小堂（義大利語：Cappella Carafa) 是意大利罗马神庙遗址圣母堂的一座小堂，以菲利皮诺·利皮的湿壁画组画而闻名。

## 历史
小堂位于圣殿的右侧，献给圣母和托马斯阿奎那，建于 15 世纪后期，由奥利维耶罗卡拉法枢机建造，他是多明我会会士，当时负责管理教会，他的宫殿就在附近。
佛罗伦萨的 洛伦佐·德·美第奇向卡拉法枢机推荐当时30 多岁的菲利皮诺·里皮来装饰小堂。为了履行合同，画家停下在新圣母大殿斯特罗齐小堂的工作，在1487 年开始，预计于 1502 年完成。1488 年 8 月 27 日，里皮与他的助手一起来到罗马工作。这是画家的第一个大型壁画组画，也是他在罗马的唯一一部作品。 这些画作于 1493 年完成时，教宗亚历山大六世来访。

## 描述

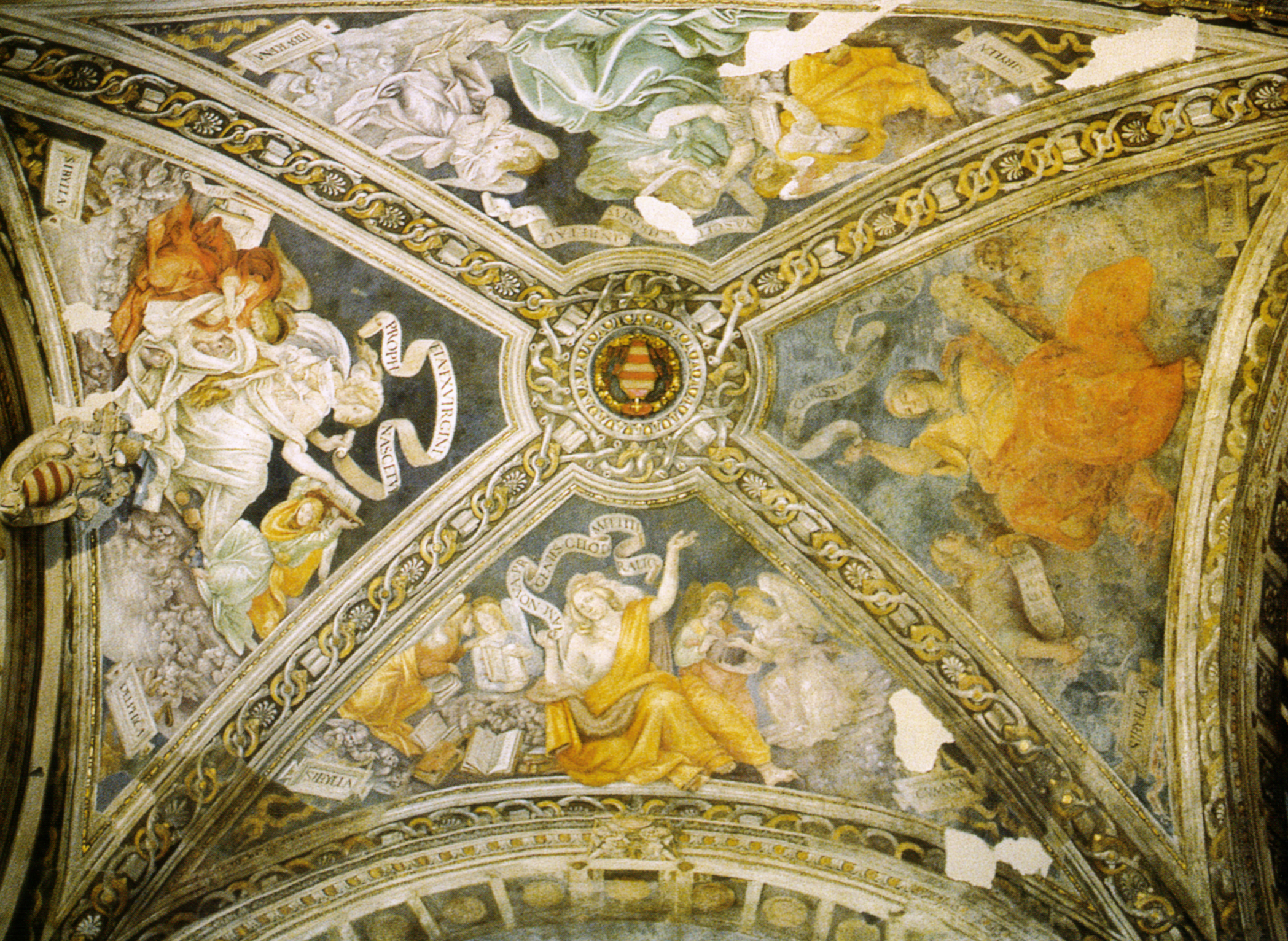

### 拱顶
装饰从拱顶开始，那里分为四个三角形区域，菲利皮诺在那里描绘了四个西比拉，是智慧和知识的象征。中间是卡拉法家族的纹章，框架则是缠绕成环状的树枝和钻石图案，这是洛伦佐·德·美第奇的象征，以感谢洛伦佐的推荐。书本则代表枢机的知识趣味。
菲利皮的西比拉是第一位采用自下而上透视法的佛罗伦萨画家。可能受到当时在十二宗徒圣殿的美洛佐·达弗利的《圣母升天》壁画的启发。

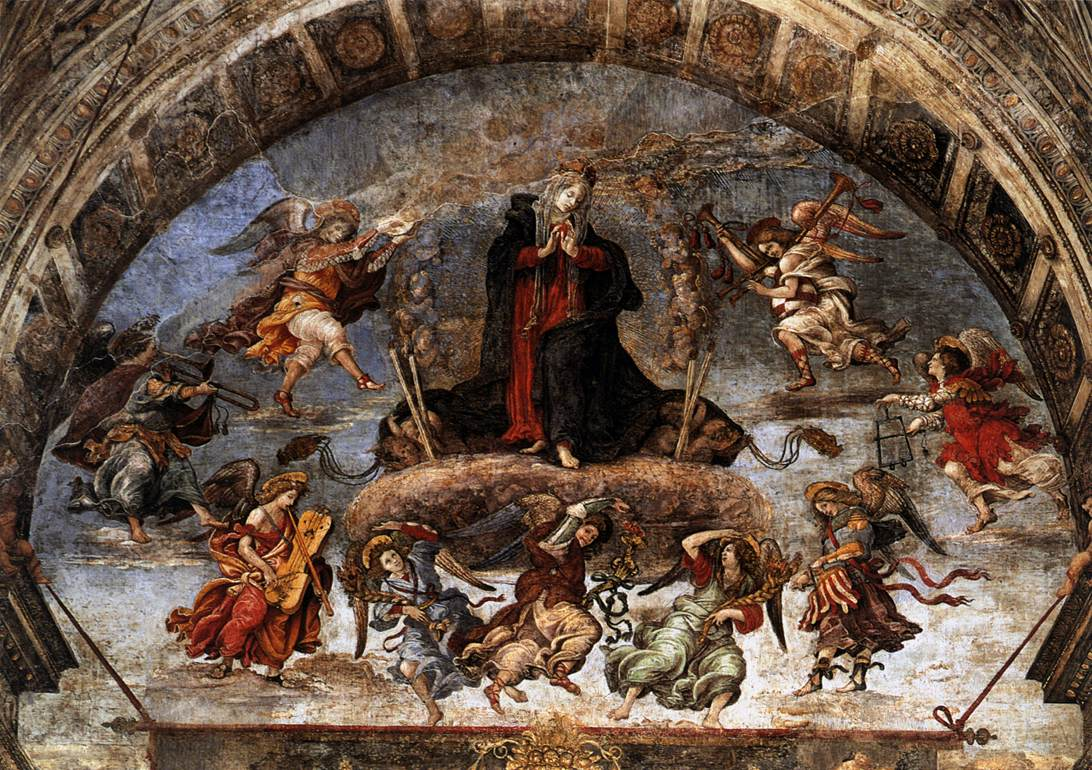
《圣母升天》

### 中墙
正祭台上方的湿壁画是《圣母领报》，两侧和上部是《圣母升天》。画作描绘了一艘带有橄榄树枝的罗马船只，暗指奥利维里奥·卡拉法指挥教宗舰队 (1472) 对抗土耳其人。利皮从城外圣老楞佐圣殿（现藏于卡比托利欧博物馆）的罗马浮雕中复制了这艘船。

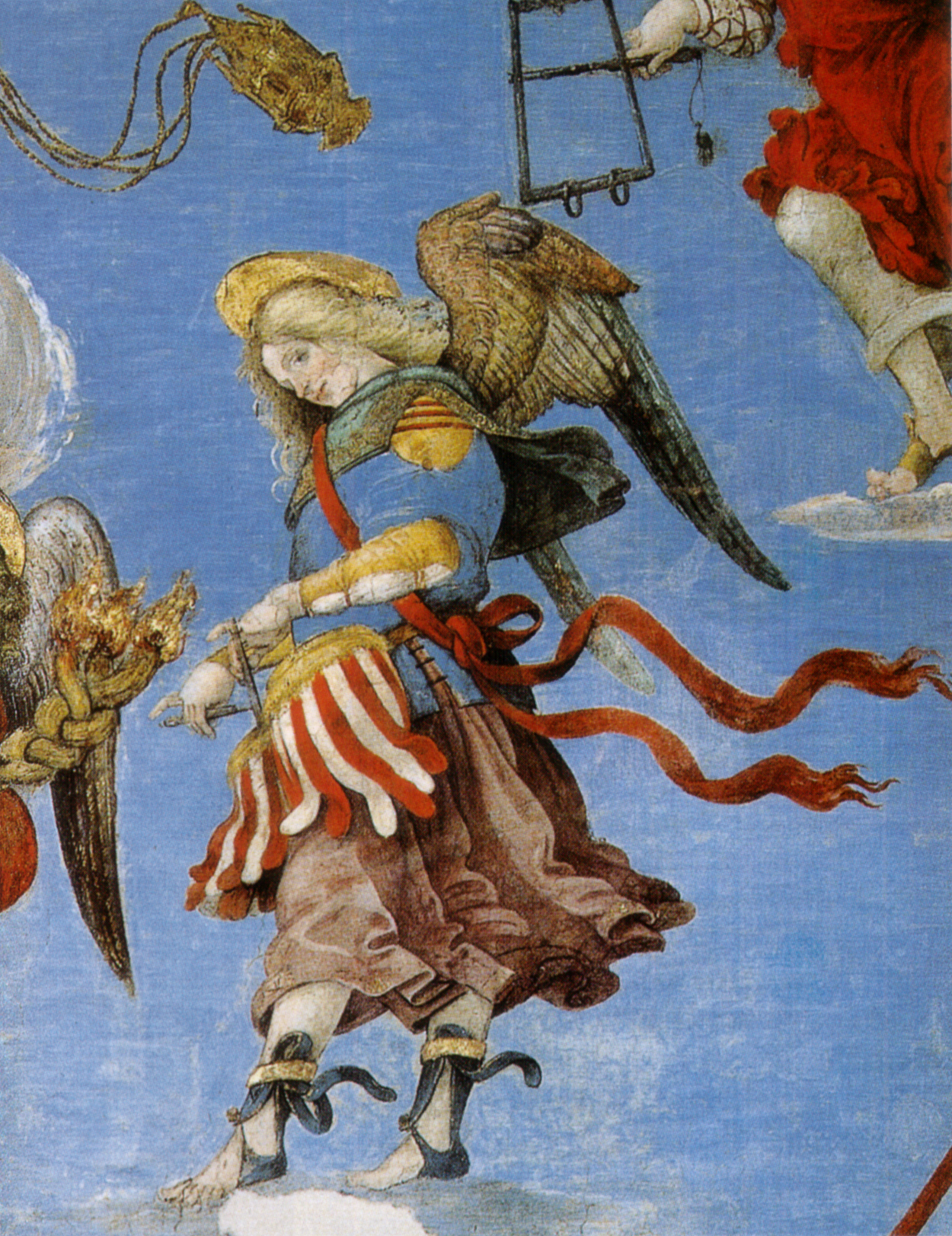
Detail of an angel with drum.

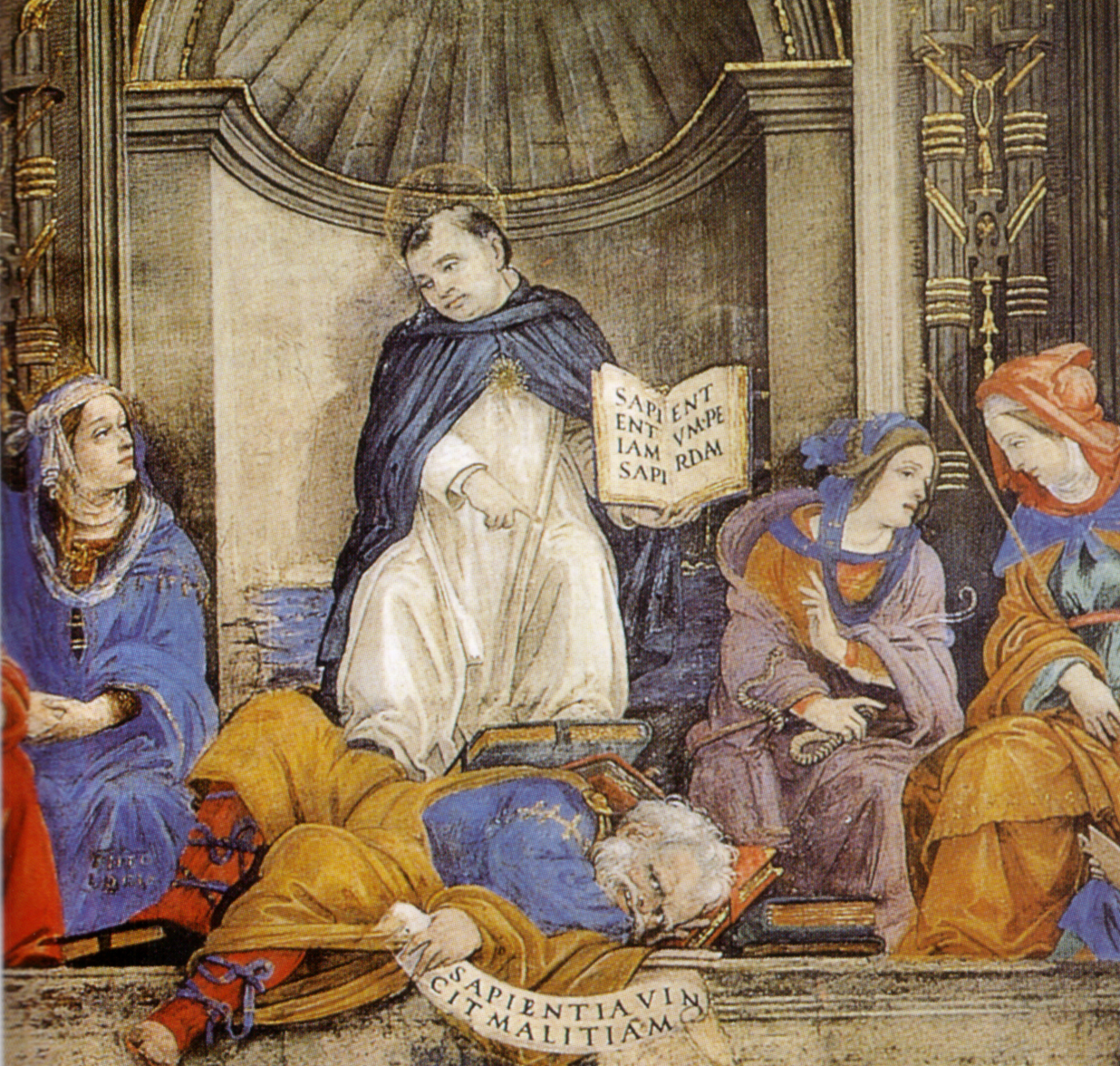
Dispute of St. Thomas, detail.